# American Horror Story: NYC
L'onzena temporada de la sèrie de televisió d'antologia de terror estatunidenca American Horror Story, subtitulada NYC, té lloc a la ciutat de Nova York dels anys vuitanta i se centra en una sèrie d'assassinats que impliquen homes homosexuals i l'aparició d'un nou virus. El repartiment del conjunt inclou Russell Tovey, Joe Mantello, Billie Lourd, Denis O'Hare, Charlie Carver, Leslie Grossman, Sandra Bernhard, Isaac Powell, Zachary Quinto i Patti LuPone, amb tots retornats de temporades anteriors, excepte els nouvinguts Tovey, Mantello i Carver.
Creada per Ryan Murphy i Brad Falchuk per a la cadena de cable FX, la sèrie està produïda per 20th Century Fox Television.

## Elenc i personatges

### Principals
- Joe Mantello com a Gino Barelli
- Billie Lourd com Hannah
- Zachary Quinto com Sam
- Russell Tovey com a Patrick Read
- Leslie Grossman com Barbara Read
- Charlie Carver com Adam Carpenter
- Sandra Bernhard com Fran
- Isaac Cole Powell com Theo Graves
- Denis O'Hare com Henry
- Patti LuPone com Kathy

### Convidats
- Rebecca Dayan com Alana
- Kal Penn com Mac Marzara
- Gideon Glick
- Dot-Marie Jones
- Nico Greetham com Dennis Calliope

## Episodis
| Núm. en serie | Núm. en temp | Títol                        | Dirigit per      | Escrit per                               | Data d'emissió original | Prod.codi | Espectadors (milions) |
| 114 | 1            | «Something's Coming»         | John J. Gray     | Ryan Murphy i Brad Falchuk               | 19 d'octubre de 2022    | BATS01    | 0,38                  |
| El 1981, el periodista local del nadiu de Nova York, Gino Barelli, demana al seu xicot el detectiu Patrick Read per obtenir informació sobre una sèrie d'assassinats dirigits a homes gai. Patrick es nega a ser la font d'en Gino per por de ser denunciat a la policia. Més tard, en un bar que Gino creu que l'assassí freqüenta, el col·leccionista d'art surrealista Henry li explica a Gino sobre un habitual sospitós amb una inclinació per Mai Tais . Després, Gino és drogat i capturat per un agressor desconegut. Mentrestant, el company d'habitació d'Adam Carpenter desapareix a Central Park i un home de cuirel persegueix. Adam troba una foto de l'home i busca el fotògraf, Theo Graves. Theo assegura a Adam que l'home de la foto, Big Daddy, fa dos anys que és mort. A Fire Island, en un esforç per contenir un nou virus descobert per la doctora Hannah Wells, els soldats estatals disparen i maten un ramat de cérvols. |              |                              |                  |                                          |                         |           |                       |
| 115 | 2            | «Thank You for Your Service» | Max Winkler      | Ned Martel, Charlie Carver i Manny Coto  | 19 d'octubre de 2022    | BATS02    | 0,28                  |
| El captor d'en Gino, el Sr. Whitely, l'allibera després de notar el tatuatge de la Marina d'en Gino. L'endemà, el Sr. Whitely visita l'oficina del Dr. Wells angoixat per una erupció incurable. Gino explica a Adam sobre la seva captura i subratlla que la policia no els ajudarà. Adam el convenç de configurar un número de telèfon perquè la gent pugui trucar amb consells. Preocupada pels assassinats, l'exdona de Patrick, Barbara, li presenta a Gino una caixa d' equips BDSM que Patrick mantenia amagat. La policia assetja l'Adam per fulletons que burlen la força per inacció. Aquella nit, Adam té experiències nefastes al metro i en una festa de magatzem. Gino i Patrick van a un bar de cuir per buscar l'assassí. El Sr. Whitely ordena a un home un Mai Tai, el clava al coll i desapareix. Nadiu de nou contractatl'escriptor Fran es reuneix amb el doctor Wells i assegura que el govern dels EUA és responsable del virus. El xicot d'en Theo, el ric comissari d'art eròtic Sam, manté un jove presoner en una gàbia. La policia descobreix parts del cos de les víctimes en un carreró colgats amb ganxos de carn.                                                                             |              |                              |                  |                                          |                         |           |                       |
| 116 | 3            | «Smoke Signals»              | John J. Gray     | Brad Falchuk i Manny Coto                | 26 d'octubre de 2022    | BATS03    | 0,38                  |
| Fran explica, afirmant que el virus és una arma biològica. El presoner de Sam, Stewart, escapa. Patrick pregunta a Sam, que insisteix que tot va ser consensuat. Una trucada del Sr. Whitely porta en Patrick a una festa del magatzem. Allà, segueix un home enganxat fins a una rebuig i l'assota . Adam i Theo tenen una cita al Club de l'Ascensió, on Adam insisteix que Big Daddy encara és viu. Whitely ordena a Adam un Mai Tai abans que Big Daddy tanqui les portes del bar i incendii el club amb un còctel molotov. El Dr. Wells pren sang d'Adam i Whitely per a la prova. Gino i Patrick persegueixen a Whitely per l'hospital. Whitely frena en Gino a la morgue i el tanca en un calaix congelat. |              |                              |                  |                                          |                         |           |                       |
| 117 | 4            | «Black Out»                  | Jennifer Lynch   | Ned Martel i Charlie Carver              | 26 d'octubre de 2022    | BATS04    | 0,28                  |
| Les fallades de la xarxa elèctrica provoquen apagues a tota la ciutat. Patrick rescata en Gino de la morgue. Gino implora a Kathy, la propietària d'un bany local, que doni una declaració sobre els assassinats al natiu. El seu amic Daniel troba mort en Hans, el mestre de les festes del magatzem. Theo trenca amb Sam per Adam. Sam intercepta l'Adam al carrer i el recull a passeig. Declara que Theo s'avorrirà d'ell. Patrick surt al capità Marzara. Tement que sigui ell l'assassí, la Barbara ensenya la màscara de cuir d'en Gino Patrick. Whitely truca a Patrick a l'estació, identificant-lo pel seu nom. A Central Park, Big Daddy caça Patrick amb una maça de cadena. En una festa de magatzem a l'apagada, Adam i Daniel animen els altres a organitzar-se. Demanant la veritat, Gino s'enfronta a Patrick amb la màscara i es desmaia. Daniel i un amic segueixen en Whitely al seu complex d'apartaments. Els tres estan en un ascensor quan s'apaga el corrent i en Whitely branda un ganivet. |              |                              |                  |                                          |                         |           |                       |
| 118 | 5            | «Bad Fortune»                | Paris Barclay    | Nostra Senyora J & Jennifer Salt         | 2 de novembre de 2022   | BATS05    | 0,27                  |
| La Kathy contracta en Fran per llegir fortunes a la seva botiga de tarot . Hannah, Adam i Theo visiten la botiga i els tres reben la targeta de la mort. Gino visita i llegeix la seva pròpia fortuna. Shachath, l'àngel de la mort apareix i l'anima a besar-la. Mentrestant, Hannah visita el metge i descobreix que el seu nombre de glòbuls vermells és baix. Ella confia a Adam que ell i les altres víctimes de l'incendi del Club de l'Ascensió també tenen un nombre baix de glòbuls vermells. Big Daddy ataca Patrick a l'apartament de la Barbara i després estranya la Barbara fins a la mort. El Sr. Whitely revela el seu pla definitiu: mostrar un cos fet de diferents víctimes a la propera desfilada de l'orgullmostrar el seu menyspreu i menyspreu pel que sent que és un fals sentit de comunitat i companyonia dins de la comunitat gai. |              |                              |                  |                                          |                         |           |                       |
| 119 | 6            | «The Body»                   | John J. Gray     | Brad Falchuk i Manny Coto i Our Lady J   | 2 de novembre de 2022   | BATS06    | 0,19                  |
| Dos homes troben un cos amb una caputxa de cuir a una platja de Fire Island i truquen a Patrick. Henry aborda Gino al seu apartament i l'amenaça, al·legant que els articles natius sobre els assassinats han obstaculitzat les empreses locals. La Gino veu que Patrick es puja a un cotxe amb Sam. Gino i Henry segueixen a Patrick i Sam a Fire Island, on Patrick revela que va conèixer a Sam el 1979. Van tenir un trío amb un jove que es va acabar ofegant. En Sam va trucar a Henry per eliminar el cosper ells. Henry va portar el Sr. Whitely per esquarterar el cadàver. Patrick dedueix que l'associat d'Henry ha de ser l'assassí Mai Tai, comentant la precisió dels talls en comparació amb les víctimes de l'assassí. Henry i Gino atrauen en Whitely a un bar amb una proposta de feina. A l'interior, l'Henry segueix en Whitely al bany i en Whitely li clava un sedant al coll. En Gino truca a Patrick per demanar ajuda. |              |                              |                  |                                          |                         |           |                       |
| 120 | 7            | «The Sentinel»               | Paris Barclay    | Our Lady J & Manny Coto                  | 9 de novembre de 2022   | BATS07    | 0,27                  |
| Gino i Patrick entren al lloc de Whitely, una instal·lació de processament de carn. Whitley immediatament els noqueja i els emmanilla a les taules. Henry aconsegueix treure una mà. Admet ser conscient que Whitley era l'assassí abans de tallar-li l'altra mà per alliberar en Gino. Gino allibera Patrick i Whitley intenta desesperadament defensar els seus motius abans que Patrick li dispari al cap. Finalment, després d'haver atrapat l'assassí Mai Tai, Patrick denuncia la policia de Nova York en un article de diari i abandona la força. També comença a veure visions de Bàrbara. Sentint-se cada cop més malalta, Hannah li pregunta a la seva mare si es pot quedar amb ella. Adam li diu a Gino que encara hi deu haver un assassí en llibertat, tenint en compte que Whitley només va matar set persones. |              |                              |                  |                                          |                         |           |                       |
| 121 | 8            | «Fire Island»                | Jennifer Lynch   | Ned Martel i Charlie Carver i Our Lady J | 9 de novembre de 2022   | BATS08    | 0,15                  |
| En un vaixell que es dirigeix a l'illa del foc, l'Adam està preocupat perquè en Theo estigui malalt. A l'illa, Patrick rebutja les preocupacions de Gino sobre creixements anormals als dos cossos. Més tard té una altra visió de Bàrbara. Henry li confessa a Gino que està enamorat d'ell. La Fran i els seus amics aconsegueixen defensar-se del Big Daddy. Patrick dispara a Big Daddy al cap després d'atacar en Gino i Adam, però ell desapareix. Sam droga la beguda d'en Theo i el lliga al bosc perquè Henry l'aprofiti; tanmateix, Big Daddy espanta Henry i les ànimes de les víctimes gais abracen amb amor a Theo. |              |                              |                  |                                          |                         |           |                       |
| 122 | 9            | «Requiem 1981/1987 Part 1»   | Nostra Senyora J | Nostra Senyora J                         | 16 de novembre de 2022  | BATS09    | 0,28                  |
| El 1981, al funeral de Theo, Sam es desmaia i experimenta una sèrie de visions. Primer, és tractat per una infermera que li sembla Billy. Llavors un metge, que apareix com a Theo, li diu que s'està morint de pneumònia. Guiat per Theo, Sam descobreix els altres homes (Danny i Stewart) amb els quals estaven; tots dos estan morint. Troben en Sam a la seva habitació, deteriorat, convuls i moribund. Henry guia a Sam a través de visions posteriors: estar en una gàbia amb Henry sent el seu atormentador, després li permet turmentar el pare de Sam, el primer cap de Sam i el mateix Sam. En una platja, Sam desemmascara Big Daddy per trobar un home preciós i s'abracen. Henry escampa les cendres de Sam a la platja. |              |                              |                  |                                          |                         |           |                       |
| 123 | 10           | «Requiem 1981/1987 Part 2»   | Jennifer Lynch   | Ned Martel i Charlie Carver              | 16 de novembre de 2022  | BATS10    | 0,19                  |
| El 1981, Adam arriba a l'apartament d'Hannah, just quan el seu cadàver s'emporta. Escolta les seves gravacions per esbrinar què va passar. La sent tossir violentament, fet que el porta a concloure erròniament que va ser atacada, cosa que el forense discuteix. Una altra gravació revela que el virus es pot transmetre sexualment. Adam recorda una trobada sexual sense protecció al parc amb un altre home i s'adona que ell havia transmès el virus a Hannah quan li van inseminar amb el seu esperma. Comença a publicar fulletons encoratjant l'ús del preservatiu. Visita Kathy a la casa de banys, on ella revela que ja no actuarà, adonant-se que ja no és segur. Ella li diu a Adam que gaudeixi de la seva vida. El 1987, Gino es prepara per pronunciar un elogi al funeral de Patrick, amb els seus amics i la família de Patrick presents. Després, Gino s'incorpora a ACT UP i continua vivint amb el virus; segueix un muntatge (configurat a "Radioactivity" de Kraftwerk) de Gino evitant Big Daddy (que representa el virus) mentre mata (infecta) altres membres de la comunitat gai. Finalment, Gino mor el 1991. L'episodi acaba quan Adam està a punt de pronunciar un elogi al funeral de Gino. |              |                              |                  |                                          |                         |           |                       |